# Greahan
Greahan is een bestuurslaag in het regentschap Deli Serdang van de provincie Noord-Sumatra, Indonesië. Greahan telt 680 inwoners (volkstelling 2010).